# U.S. Route 50
L'U.S. Route 50 è una strada a carattere nazionale statunitense che si estende per 4841 chilometri e collega West Sacramento con Ocean City.